# LDSカンファレンスセンター
LDSカンファレンスセンター（LDS Conference Center）は、ユタ州ソルトレイクシティにある末日聖徒イエス・キリスト教会（LDS教会)(モルモン教会）が所有する大聖堂。

## 概要
2000年4月の総大会に完成し、テンプル・スクエアのソルトレイク・タバナクルに位置する。大聖堂は2万1000名収容でき、総大会のほか、LDS主催の行事に使用されている。